# 펠리세트

펠리세트의 사진. "내 성공에 보내주신 후원에 감사합니다."라는 문구와 함께 고양이 앞발이 찍혀 있다.

펠리세트(Félicette, 프랑스어 발음: [felisɛt])는 우주에 보내진 최초이자 유일한 고양이다. 프랑스 우주 프로그램을 위해 훈련된 14 마리의 고양이 가운데 하나로 1963년 10월 18일 우주 비행을 하였다. 펠리세트는 머리에 전극이 부착되어 비행 중 신경 반응을 지상 통제센터로 보냈다. 프로그램은 데이터를 얻기 위해 두뇌와 다리에 전기 자극을 가했다. 임무에서 얻은 데이터는 대부분 양질이었다. 펠리세트는 13분 동안의 성공적인 우주 비행을 마쳤지만 두 달 후 뇌검사를 위해 해부되었다. 1963년 10월 24일 다른 고양이를 이용한 실험은 발사 사고로 실패하였고, 펠리세트는 유일한 우주 고양이가 되었다.
펠리세트의 정식 코드명은 C 341 이었다. 연구센터는 과학자들의 감정 이입을 방지하기 위해 이름을 붙이지 않았다. 펠리세트라는 이름은 비행 후 언론에서 붙인 것으로 애니메이션 고양이 펠릭스에서 온 것이다. 프랑스 항공 의학 연구 교육 센터(Centre d'Enseignement et de Recherches de Médecine Aéronautique)는 펠릭스의 여성형인 펠리세트를 공식 이름으로 체택하였다. 이후 펠리세트를 기념하는 우표가 제작되었고,  국제우주대학교에 초상화가 전시되었다. 프랑스에서 우주선 로켓의 페이로드 실험을 위해 생물을 태운 사례는 쥐가 먼저이고 고양이 펠리세트, 그리고 원숭이 순으로 이루어졌다.

## 배경
1949년 6월 14일, 미국은 준궤도 비행에 붉은털원숭이인 알버트 2세를 테워 보냈다. 이로서 알버트 2세는 최초로 우주 공간에 나간 포유류가 되었다. 1957년 11월 3일, 소련은 모스크바 거리에서 발견된 떠돌이 개 라이카를 스푸트니크 2호에 태워 우주로 발사했다. 라이카는 지구 궤도를 돈 최초의 동물이 되었지만, 비행 중 사망하였다. 1959년 1월 1일 브라질 육군 대령 마누엘 도스 산토스 라지는 브라질의 우주 계획이었던 펠렉스 1을 위한 로켓에 플라멩고라는 이름의 고양이를 사용하고자 하였으나 윤리적 문제로 취소되었다. 1961년 1월 31일 머큐리 프로젝트의 침팬지 햄이 로켓에 태워져 준궤도 비행을 하였다. 햄은 최초로 우주로 간 사람과 동물이 되었다. 1961년 11월 29일, 두 번째 침팬지 에노스가 우주로 보내졌지만 이 때는 이미 소련의 유리 가가린 과 게르만 티토프가 지구 궤도에 도달한 이후였다.
프랑스의 우주 프로그램은 1961년 시작되었다. 발사체는 프랑스가 1959년부터 제작해 온 베로니크로 프랑스 우주연구위원회에서 운영하였다.  1961년 2월 22일, 프랑스는 사하라에 있는 발사기지에서 헥토르라고 이름 붙인 쥐를 실어 로켓을 발사하였다. 이로서 프랑스는 동물을 우주로 보낸 세번째 국가가 되었다. 연구팀은 뇌전도 데이터를 확보하기 위한 전극을 헥토르의 두개골에 이식하였다. 8월 15일과 18일 두 번째와 세 번째 쥐가 우주로 보내진 뒤 프랑스는 보다 큰 포유류를 우주로 보내기로 결정하였고 이미 상당한 양의 신경학적 데이터가 있는 고양이를 대상으로 삼았다.

## 임무

### 선택 및 교육
1963년 프랑스 항공의학연구교육센터는 실험을 위해 애완동물 판매상에게 고양이 14 마리를 구입하였다. 실험을 위해 보다 얌전한 성격을 원했기 때문에 모두 암컷이었다. 센터는 과학자들이 애착을 갖을 가능성을 줄이기 위해 이름을 붙이지 않고 코드만 부여하였다. 선택된 고양이는 모두 뇌에 영구적인 전극을 외과 수술로 이식하였다. 고양이 일부는 인간과 비슷한 우주 비행 훈련에 투입되었다. 모의 로켓 소음 속에서 고중력 실험을 거쳤고 비행 훈련에 사용되는 3축 의자도 포함되었다. 컨테이너에 가두거나 구속 천을 사용하는 스트레스 실험도 포함되었다. 훈련 기간은 2개월이었는데 더 오래 지속될 경우 삽입된 전극이 전기화학적 분극을 일으킬 위험이 있었기 때문이다. 

### 비행
1963년 10월 8일 발사 준비가 시작되었다. 10월 11일 지상 센터가 추적할 수 있는 해딩 비콘이 장착되었으나 12일 노즈콘의 원격 측정 실험에 실패하여 다음날인 13일이 되어서야 실험에 성공하였다. 14일과 15일에 호밍 비콘에 문제가 있었지만, 10월 16일에는 모든 전자 장치가 만족스러운 수준으로 작동하였다. 
10월 17일, 최종 후보로 오른 6 마리의 고양이 가운데 코드명 C 341인 턱시도 고양이를 탑승시키기로 결정하였다. 몸무게 2.5 Kg의 C 341은 적정한 체중과 차분한 태도 때문에 최종 결정되었다. 뇌전도 측정을 위해 두개골에 9개의 전극이 이식되었고, 심장 활동 측정을 위해 왼쪽 앞다리와 오른쪽 뒷다리에 별도의 전극이 부착되었다. 이 외에도 코곁굴에 2개, 가슴 부위에도 1개의 전극이 로켓의 탑승부와 연결되어 비행 중 전기자극을 줄 수 있도록 설치되었다. 탑승부에는 호흡 측정을 위해 두 개의 마이크가 설치되었다. 사용된 발사체는 베로니크 AGI 47로 오트노르망디의 베르농에서 제작된 관측 로켓이었다. 베로니크 로켓은 제2차 세계대전 당시 독일이 사용하였던 탄도 미사일인 아그레가테를 개량한 것으로 1957년 국제 지리의 해 프로젝트를 위해 개발 된 것이다.
1963년 10월 18일 오전 8시 9분, C 341은 알제리에 있는 군제간 특수차량 시험센터(Centre interarmées d'essais d'engins spéciaux) 기지에서 발사되었다. 임무는 준궤도 비행이었으며 비행 시간은 13분이었다. 로켓 엔진의 연소 지속 시간은 42초이었고, 상승하는 동안 C 341는 중력의 9.5 배에 달하는 가속도를 겪었다. 노즈콘은 152 킬로미터까지 상승하였으며 5분 동안 무중력 상태에 있었다. 그 뒤로 노스콘이 낙하하면서 회전과 진동이 일어났고 가속도는 중력의 7배에 이르렀다. 이륙 후 8분 55초 지점에서 낙하산이 펼쳐젔고 총 비행 시간 13분을 기록하고 착륙하였다. C 341는 무사히 회수되었고 우주 비행을 한 최초의 고양이가 되었다.

### 비행 이후
비행 내내 측정된 데이터는 매우 품질이 좋았다. 연구진은 고양이에게 훈련 당시보다 더 많은 전기 자극을 주었다. C 341은 상승 단계에서 높은 가속도를 받는 동안에는 심박수가 높아지고 경계하는 태도를 보였지만, 무중력 상태에서는 심박수와 호흡 모두 안정되었다. 그 후 격렬한 재진입이 일어나자 고양이의 심박수가 다시 상승했지만 재진입 단계의 측정 데이터는 고르지 않아 분석하기 어려웠다. 비행 성공 이후 언론은 C 341 "펠릭스"라고 보도하였는데 만화 시리즈 고양이 펠릭스에서 착안한 것이다.  프로젝트를 진행한 항공의학연구교육센터는 고양이가 암컷이었기 때문에 펠릭스의 여성형인 펠리세트를 공식 이름으로 공표하였다. 펠리세트는 우주 비행이 뇌에 주는 영향을 확인할 목적으로 안락사 된 뒤 해부되었다.
펠리세트의 우주 비행 몇 일 뒤인 10월 24일 프랑스는 두 번째 고양이를 우주로 발사했다. 그러나 발사대에서 로켓을 분리하는 폭발볼트가 작동하지 않는 사고로 로켓의 발사 각도가 크게 변경되었고 발사대의 무선 트랜스폰더가 작동을 멈추어 로켓의 위치를 찾는 데 어려움을 겪었다. 헬리콥터가 낙하산을 발견했지만 착륙할 수 없었기 때문에 지상 차량을 급파했지만 철조망이 가로막혀 통과할 수 없었다. 다음날 헬리콥터가 다시 파견되어 현장에 착륙하여 상태를 확인 할 수 있었다. 로켓은 노즈콘이 심하게 손상되어 있었고 고양이는 죽어 있었다.
나머지 열두 마리 고양이들 가운데 한 마리는 전극 때문에 건강이 악화되자 제거 수술을 받고 연구소의 마스코트가 되었다. 과학자들은 당시 유행하던 끈 매듭인 스쿠비도로 목걸이를 만들어 주고 이름도 스쿠비도로 지었다. 아홉 마리는 프로그램 종료 후 안락사 되었다.
프랑스는 로켓의 생물 페이로드 연구 대상을 원숭이로 변경하였다. 1967년 3월 7일 마틴으로 이름 붙인 원숭이가 발사되었고, 6일 뒤 피에레트라는 이름의 원숭이가 발사되었다. 둘 모두 성공적으로 비행을 완료하였고 프랑스는 이를 끝으로 생물 탑승 로켓 실험을 마무리하였다. 그러나 소련의 경우엔 1970년대 까지도 생물 탑재 연구가 계속 되었다. 

## 여파
2017년 11월 8일 자의 스페이스닷컴 기사는 펠리세트 실험이  "...확실히 자발적인 것은 아니었지만, (소련과 미국에 이어) 세계에서 세 번째로 민간 우주국을 막 설립한 프랑스에게 큰 이정표였다. 펠리세트의 임무는 프랑스가 우주 경쟁에 참여하는 데 도움이 되었다."고 평가하였다. 펠리세트의 우주 비행은 당대의 다른 경우보다 그다지 인기가 없었는데, 버기스와 더브스는 고양이의 두개골에 전극을 이식한 사진이 당시 시작되고 있던 동물 권리 운동의 시각에 반하였기 때문이라고 보았다.
옛 프랑스 식민지 였던 코모로는 1992년 우주 비행과 관련한 동물 시리즈를 우표로 출시하면서 "펠릭스"라고 표시한 펠리세트를 포함하였고 1997년 차드 역시 우주 시리즈 기념 우표에 포함시켰다. 1999년 니제르 역시 "펠릭스"라고 표기한 우표를 발매하였다.
2021년 툴루스 3 대학교의 학생 천문학 동아리가 펠리세트를 기리는 천문대를 만들었다. 3500 mm 주경을 가진 반사망원경을 지닌 이 천문대는 순전히 학생들의 힘으로 세워졌다.

### 기념 동상
우주 비행 실험에 쓰인 동물들은 종종 영웅으로 여겨지며 기념되고 있다. 침팬지 함은 미국 뉴멕시코의 국제 우주 명예의 전당에 묻혔고 소련의 개 라이카는 유리 가가린 우주비행사 훈련 센터에 청동 기념비가 있다. 그에 비해 펠리세트는 오랫동안 별다른 기념물이 없었다가 2017년 동상 건립을 위한 크라우드 펀딩이 진행되었다. 길 파커가 디자인한 동상은 지구 위에 고양이가 앉아 있는 모습으로, 2018년 4월에 4만 파운드의 목표 기금 조달을 달성하였다.{
동상이 세워질 부지는 국제우주대학교에 마련되었고 2019년 12월 18일 대학의 우주 연구 석사 프로그램 25주년 기념 행사의 일환으로 1.5 미터 크기의 동상이 공개되었다. 동상 건립 추진자인 메튜 서지 가이는 킥스타터 업데이트에서 "내가 온라인에 올린 동영상이 이런 결과를 낳았다고 생각하니 미친 짓이다. 인터넷은 때때로 괜찮은 곳이다."라고 심경을 밝혔다.

## 같이 보기
- 라이카

## 참고 문헌
- Burgess, Colin; Dubbs, Chris (2007). 《Animals in Space: From Research Rockets to the Space Shuttle》. Springer Praxis. ISBN 978-0-387-36053-9.
- Dougherty, K.; Jung, P.; Serra, Jean-Jacques (October 2018). “Félicette, the only space cat”. International Astronautical Congress.
- Reuter, Claus (2000). 《The V2 and the German, Russian and American Rocket Program》. German Canadian Museum. 87쪽. ISBN 978-1-894643-05-4.